# Zenion leptolepis
Zenion leptolepis är en fiskart som först beskrevs av John Dow Fisher Gilchrist och Von Bonde 1924.  Zenion leptolepis ingår i släktet Zenion och familjen Zenionidae. Inga underarter finns listade i Catalogue of Life.

## Bildgalleri

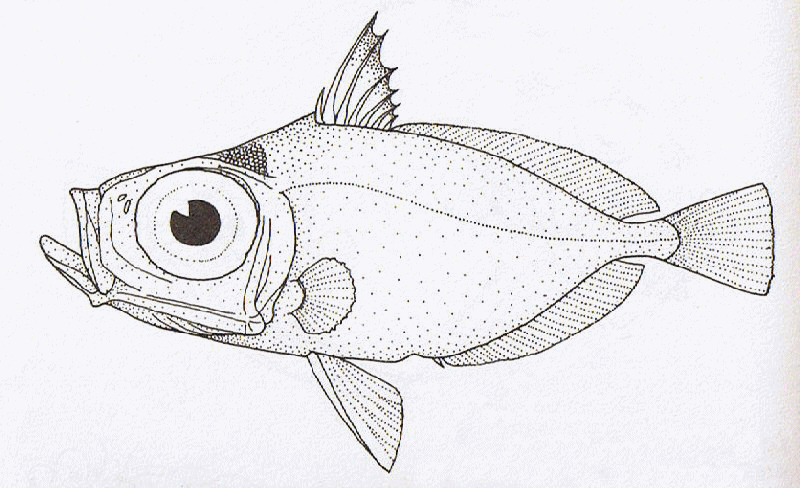